# Anolis cuvieri
Anolis cuvieri (пуерто-риканський велетенський аноліс) — вид ігуаноподібних ящірок родини анолісових (Dactyloidae). Ендемік Пуерто-Рико. Вид названий на честь французького натураліста Жоржа Кюв'є.

## Опис

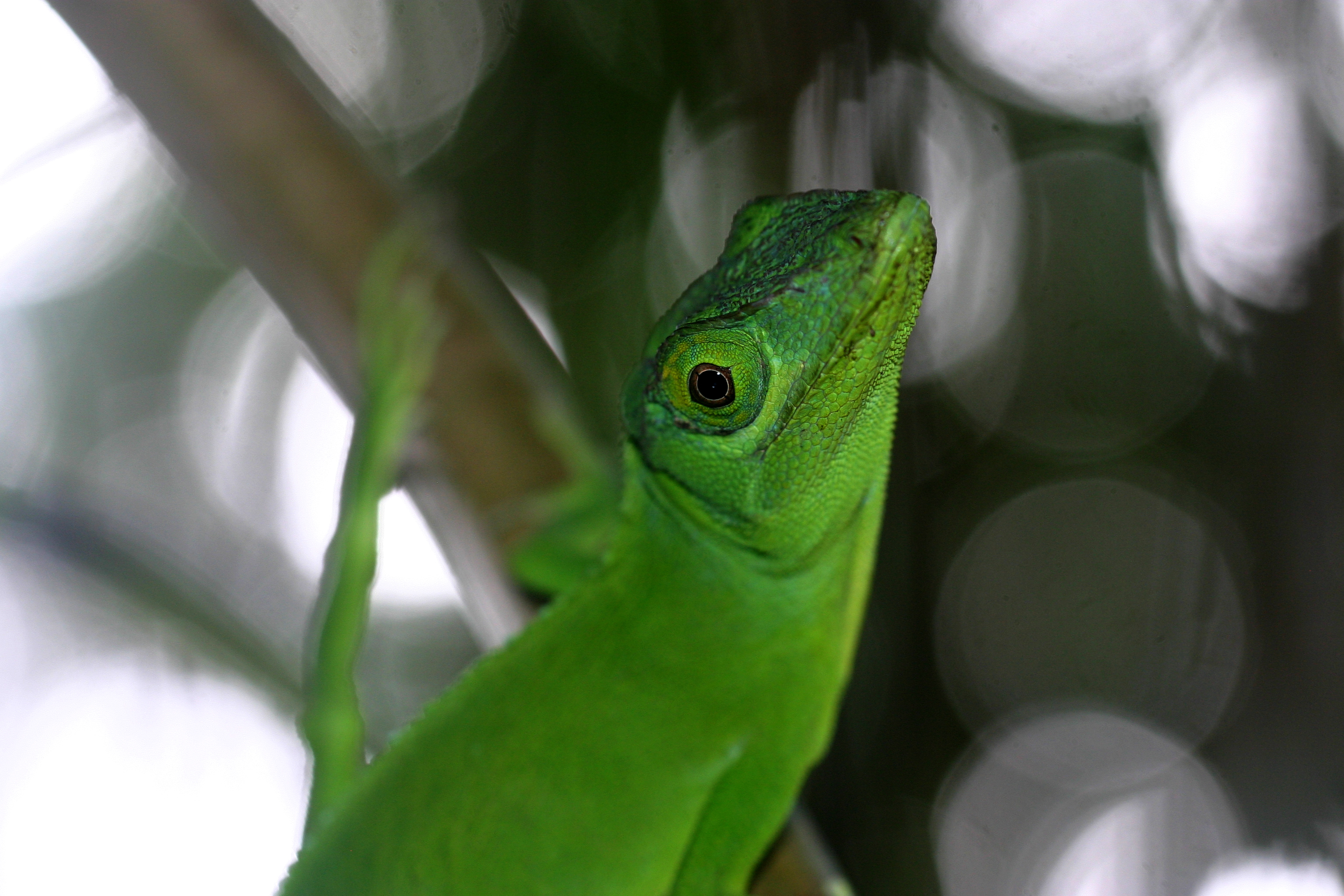
Пуерто-риканський велетенський аноліс

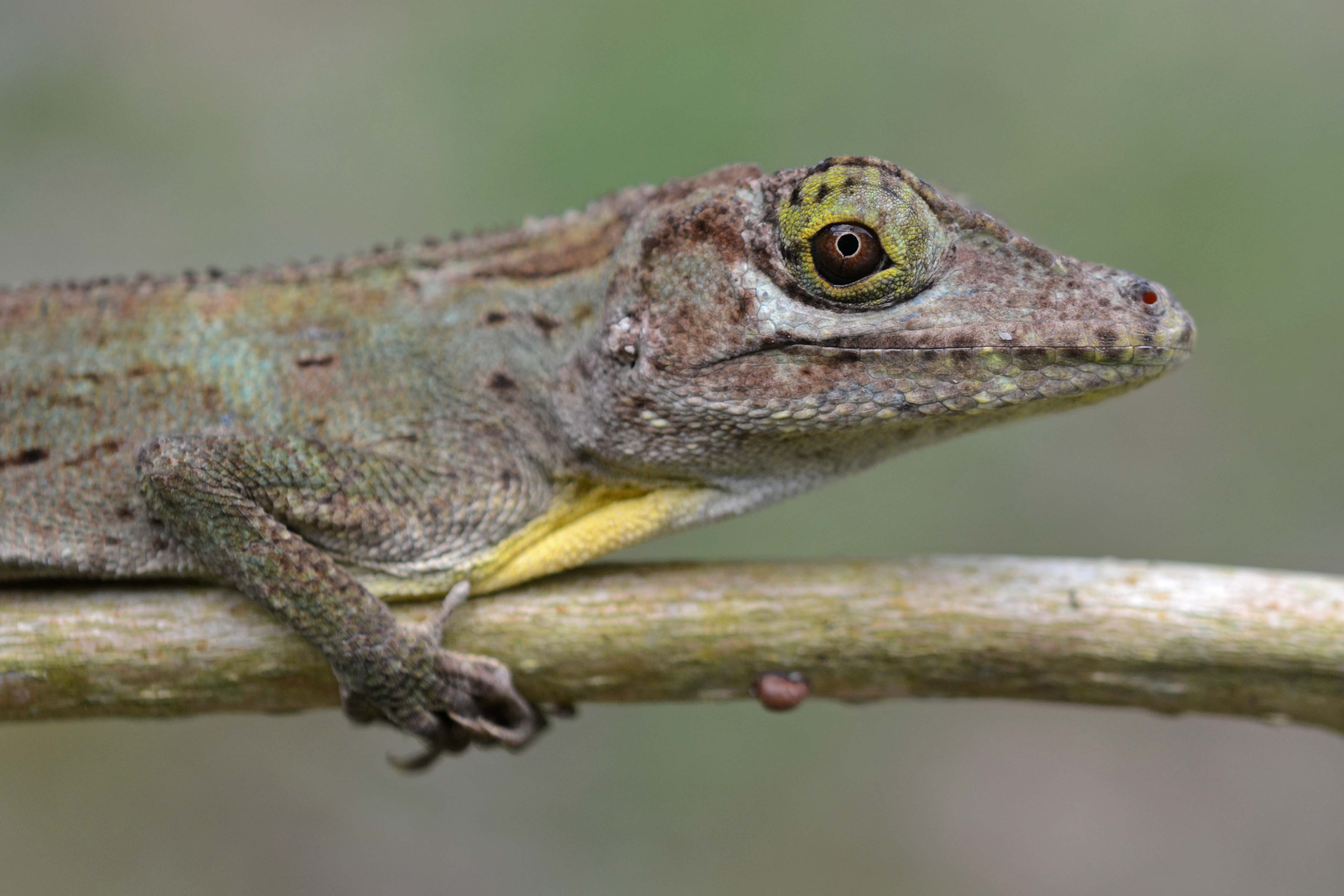
Рідкісна коричнева морфа A. cuvieri

Пуерто-риканські велетенські аноліси — відносно великі представники свого роду, їх середня довжина (без врахування хвоста) становить 132 мм. Голова велика, міцна, задні лапи довгі, вздовж спини проходить гребінь із зазубрених, припіднятих лусочок. Забарвлення переважно зелене, у деяких особин на боках і спині є малопомітні світло-зелені смуги. У деяких особин, особливо у дорослих самців, голова поцяткована небесно-блакитними плямами, які переходять на потилицю, або навіть на шию і спину. У самиць голова може мати блакитний відтінок. Існує також рідкісна коричнева морфа, представники якої мають коричневе забарвлення тіла, а на боках і шиї у них є чорні плями.
І у самиць, і у самців очі яскраво-жовті або яскраво-жовто-зелені. Горловий мішок у самців більший, ніж у самиць, і має яскраво-жовте забарвлення. У самиць він світло-зелений, зверху синьо-зелений, а через верхню частину проходять легкі чорні смуги. Молоді особини мають сіро-коричневе або буре забарвлення з коричневими смугами на спині і кінцівках.

## Поширення і екологія
Пуерто-риканські велетенські аноліси поширені на більшій частині Пуерто-Рико, за винятком півдня і північного заходу острова. Вони живуть у вологих тропічних лісах, трапляються на плантаціях, на висоті до 1192 м над рівнем моря. Дорослі особини живуть в кронах дерев, а молоді — в середньому ярусі лісу. Живляться безхребетними, зокрема комахами та слимаками, а також плодами, насінням та іншим рослинним матеріалом, іншими ящірками, гризунами та пташенятами. Відкладають яйця.